# 沢近恵子
沢近 恵子（さわちか けいこ、1962年6月16日 - ）は、日本の元女優。兵庫県神戸市出身。武庫川女子大学短期大学部卒業。かつてオスカープロモーションに所属していた。本名同じ。

## 人物
テレビドラマ『人妻捜査官』『兄弟拳バイクロッサー』にレギュラー出演。現在は芸能界を引退している。
4人きょうだいの末っ子（兄二人と姉がいる）。特技は琴曲、馬術（生家の近くに牧場があったことで、子供の頃から馬術に親しんでいた）。得意スポーツは水泳、剣道。

## 出演

### テレビドラマ
- 人妻捜査官（1984年5月25日 - 9月14日、朝日放送） - 警視庁秘書 役
- 特捜最前線 第390話（1984年11月14日、テレビ朝日）
- 兄弟拳バイクロッサー（1985年1月10日 - 9月26日、日本テレビ） - 竹田あけみ 役
- 気になるあいつ（1985年、日本テレビ）